# Suzanne Chappaz-Wirthner
Suzanne Chappaz-Wirthner, née en 1947 à Sion, est une ethnologue suisse.

## Biographie
Suzanne Chappaz-Wirthner est née en 1947 à Sion en Valais. Elle est ethnologue et travaille comme indépendante tout en étant chargée de cours aux Universités de Neuchâtel, Bâle et Lausanne.

### Formation
Elle étudie à l'Institut d'ethnologie de l'Université de Neuchâtel. Ses recherches et ses enquêtes sur le terrain relatifs aux masques du Lötschental, des Fols, des Dragons de Brigue et Naters sont les thématiques de son mémoire de licence et de sa thèse de doctorat.

### Travaux
Suzanne Chappaz-Wirthner développe une réflexion sur la notion de transgression taxinomique telle qu'elle se manifeste dans les figures du double et de l'hybride et du mutant en enquêtant sur le terrain, notamment sur les masques du Lötschental, du carnaval des Turcs, des fols et des dragons à Brigue, Glis et Naters,,. Cette étude l'a amenée à inclure dans son corpus des œuvres littéraires et picturales et à participer à la conception de deux expositions au musée d'ethnographie de Neuchâtel figures de l'artifice en 2006 et What are you doing after the Apocalypse? en 2011. Elle publie plusieurs articles exploratoires sur le thème de la transgression en relation avec le musée d'ethnographie de Neuchâtel, ainsi qu'avec les thématiques de la revue romande Tribune psychanalytique.
Elle collabore avec l'École de design et haute école d'art du Valais (EDHEA) et y donne un cours consacré à la fabrique des images et aux questions que soulèvent les relations entre l'art et l'ethnographie.
Elle intervient en tant qu'ethnologue sur des sujets liés à l'actualité et à l'éthique dans les médias, comme par exemple sur la problématique de la chasse en Valais, ou sur le carnaval.

## Publications
(novembre 2018).
Ses principales publications sont les suivantes :
- Le cocu, la mégère et le puto in Jacques Hainard et Roland Kaehr, Éditions Des femmes, Neuchâtel, Musée d'ethnographie, p. 81-103, 1992.

- Le Turc, le Fol et le Dragon, figures du carnaval Haut-Valaisan.Neuchâtel/Paris, Institut d'Ethnologie/Maison des sciences de l'homme : p. 440, 1995.

- Du blanc au noir : genèse et subversion d'un écart, in GHK (eds) La différence, Neuchâtel, Musée d'ethnographie p. 133-158, 1995.

- L'Homme sauvage entre représentations et pratiques, in Jacques Hainard et Roland Kaehr (eds) Dire les autres. Réflexions et pratiques ethnologiques. Textes offerts à Pierre Centlivres, Lausanne, éditions Payot, p. 253-270, 1997.

- Le simulacre ou la transcendance impossible. Réflexion à partir de Tertullien et de Philip K. Dick, in GHK (eds) Derrière les images, Neuchâtel, Musée d'ethnographie, p. 63-95, 1998.

- Le thème de la connaissance interdite dans L'Homme au sable de E.T. Hoffmann. Du rite d'inversion à l’œuvre de fiction, Ethnologie française XXXII, 2002, 2, avril-juin p. 335-344

- À la vie à la mort. Un inceste gémellaire entre fait divers et fiction, in GHK (eds) X-spéculations sur l'imaginaire et l'interdit. Neuchâtel, Musée d'ethnographie, p. 185-206, 2003.

- La renaissance du carnaval dans le Haut-Valais conflit d'appartenance et création de figures emblématiques, in Christian Bromberger, Denis Chevallier Danièle Dosseto (dir.), De la châtaigne au carnaval : relances de traditions dans l'Europe contemporaine. Die, Ed. A Die, p. 90-95, 2004.

- Le dragon carnavalesque et ses rites, in Jean-Marie Privat (dir.) Dragons : entre sciences et fictions. Paris, CRNS éditions, p. 170-177, 2006.

- L'inceste comme union mystique chez Musil ou l'écart anthropologique en question, Tribune psychanalytique, 7 (Liaisons fraternelles) p. 127-149, 2007.

- Les volte-faces de l'ironie dans Le meilleur des mondes de Aldous Huxley, in Suzanne Chappaz-Wirthner, Allessandro Monsutti, Olivier Schinz, (eds), Entre ordre et subversion : logiques plurielles, alternatives, écarts, paradoxes. Paris, Karthala, p. 203-223, 2007.

- L'artifice ou le genre ambigu : quelques réflexions autour d'un masque cokwe, in Marc-Olivier Gonseth, Yann Laville, Grégoire Mayor (eds) figures de l'artifice. Neuchâtel, Musée d'ethnographie, p. 220-234, 2007.

- Le yéti et les Tschäggättä : imaginaires de l'origine au Lötschental, in Marc-Olivier Gonseth, Yann Laville et Grégoire Mayor, Helvétia Park. Neuchâtel, Musée d'ethnographie, p. 320-329, 2010.

## Prix et distinction
En 2018, elle obtient le Prix culturel de l'État du Valais,,,,.